# Morti nel 1976/Maggio
| Questa pagina contiene informazioni ricavate automaticamente dalle voci biografiche con l'ausilio del template Bio e di un bot. L'aggiornamento è periodico e automatico e ricostruisce completamente la pagina. Se manca una persona in questa lista, sei pregato di non aggiungerla, ma accertati piuttosto che la sua voce biografica contenga il template Bio e che i dati anagrafici siano correttamente compilati. Se il template Bio manca, inseriscilo tu stesso o, in alternativa, metti l'avviso {{tmp\|Bio}} che ne segnala la mancanza. Se i dati riportati sono sbagliati, correggi direttamente la voce biografica; le modifiche saranno visibili in questa lista entro pochi giorni. Per chiarimenti vedi il progetto biografie. La lista contiene solo le 85 persone che sono citate nell'enciclopedia e per le quali è stato implementato correttamente il template Bio. Pagina aggiornata al 3 mar 2024. |

- 1º maggio - Fioravante Baldi, calciatore e allenatore di calcio italiano (n. 1913)
- 1º maggio - Alexandros Panagulis, politico, rivoluzionario e poeta greco (n. 1939)
- 2 maggio - Zdeněk Fierlinger, politico e diplomatico cecoslovacco (n. 1891)
- 2 maggio - Achille Stuani, politico italiano (n. 1897)
- 3 maggio - David Bruce, attore statunitense (n. 1914)
- 3 maggio - Guerino Magri, calciatore italiano (n. 1915)
- 3 maggio - Ernie Nevers, allenatore di football americano, giocatore di football americano e giocatore di baseball statunitense (n. 1902)
- 3 maggio - Enrico Peressutti, architetto, urbanista e designer italiano (n. 1908)
- 3 maggio - Giovanni Battista Pigato, religioso e poeta italiano (n. 1910)
- 3 maggio - Mariano Yurrita, calciatore spagnolo (n. 1904)
- 4 maggio - Henri Bosco, scrittore francese (n. 1888)
- 4 maggio - Ubaldo Prosperetti, giurista italiano (n. 1914)
- 5 maggio - Alessandro Buttè, sindacalista e politico italiano (n. 1903)
- 5 maggio - Haroldo Conti, scrittore e giornalista argentino (n. 1925)
- 6 maggio - Glauco Della Porta, economista e politico italiano (n. 1920)
- 6 maggio - Simone Gatto, politico italiano (n. 1911)
- 6 maggio - Giulio Rosso, pittore, decoratore e illustratore italiano (n. 1897)
- 7 maggio - Alan Baxter, attore statunitense (n. 1908)
- 8 maggio - Giuseppe Alpino, politico italiano (n. 1909)
- 8 maggio - Valentino Bucchi, compositore italiano (n. 1916)
- 8 maggio - August Heim, schermidore tedesco (n. 1904)
- 9 maggio - Jens Bjørneboe, scrittore, poeta e drammaturgo norvegese (n. 1920)
- 9 maggio - Vasile Chiroiu, calciatore rumeno (n. 1910)
- 9 maggio - Floyd Council, cantante statunitense (n. 1911)
- 9 maggio - Alexandru Cuedan, calciatore rumeno (n. 1910)
- 9 maggio - Otto Kerner, politico, magistrato e generale statunitense (n. 1908)
- 9 maggio - Ulrike Meinhof, giornalista, terrorista e rivoluzionaria tedesca (n. 1934)
- 9 maggio - Carlo Radice, calciatore italiano (n. 1907)
- 10 maggio - Viktoria von Ballasko, attrice e doppiatrice austriaca (n. 1909)
- 10 maggio - Lucile Browne, attrice statunitense (n. 1907)
- 10 maggio - Gennaro Miceli, politico e ingegnere italiano (n. 1901)
- 11 maggio - Alvar Aalto, architetto e designer finlandese (n. 1898)
- 11 maggio - Jack Byrne, calciatore irlandese (n. 1902)
- 11 maggio - Luigi Del Grosso, dirigente sportivo, allenatore di calcio e calciatore italiano (n. 1916)
- 11 maggio - Massimo Invrea, militare e politico italiano (n. 1898)
- 11 maggio - Hans Wentorf, calciatore tedesco (n. 1899)
- 12 maggio - Rudolf Kempe, direttore d'orchestra tedesco (n. 1910)
- 12 maggio - Keith Relf, cantante, chitarrista e armonicista britannico (n. 1943)
- 13 maggio - Bob Clark, multiplista statunitense (n. 1913)
- 13 maggio - Roberto Batata, calciatore brasiliano (n. 1949)
- 13 maggio - Hans Stüwe, attore cinematografico, regista teatrale e musicologo tedesco (n. 1901)
- 14 maggio - Ernst Baumgarten, compositore di scacchi tedesco (n. 1886)
- 15 maggio - Palle Brunius, attore svedese (n. 1909)
- 15 maggio - Samuel Eliot Morison, ammiraglio e storico statunitense (n. 1887)
- 15 maggio - David Munrow, flautista britannico (n. 1942)
- 16 maggio - Otello Buscherini, pilota motociclistico italiano (n. 1949)
- 16 maggio - Nils Karlsson, calciatore svedese (n. 1900)
- 16 maggio - Vincenzo Russo, politico e avvocato italiano (n. 1901)
- 16 maggio - Paolo Tordi, pilota motociclistico italiano (n. 1948)
- 17 maggio - Giuseppe Brogi, compositore di scacchi italiano (n. 1900)
- 17 maggio - Lars Gullin, sassofonista, compositore e pianista svedese (n. 1928)
- 18 maggio - Lala Aufsberg, fotografa tedesca (n. 1907)
- 18 maggio - Gunnar Garpö, bobbista svedese (n. 1919)
- 20 maggio - Giuseppe Cioffi, compositore e direttore d'orchestra italiano (n. 1901)
- 20 maggio - Henry Pearce, canottiere australiano (n. 1905)
- 21 maggio - Juan Manuel Santisteban, ciclista su strada spagnolo (n. 1944)
- 22 maggio - Oscar Bonavena, pugile argentino (n. 1942)
- 22 maggio - Giovanni Puerari, calciatore italiano (n. 1903)
- 22 maggio - Salvatore Pugliatti, giurista italiano (n. 1903)
- 22 maggio - Imerio Testori, pilota motociclistico italiano (n. 1950)
- 23 maggio - Edmond Bernhardt, nuotatore, pentatleta e tiratore a segno austriaco (n. 1885)
- 23 maggio - Gino Meneghetti, criminale italiano (n. 1878)
- 24 maggio - Margaret Church, micologa statunitense (n. 1889)
- 24 maggio - Giacomo De Palma, avvocato e politico italiano (n. 1899)
- 24 maggio - Hugo Wieslander, multiplista svedese (n. 1889)
- 25 maggio - Harry Colclough, calciatore e allenatore di calcio inglese (n. 1888)
- 25 maggio - Valentino Pascoli, politico e avvocato italiano (n. 1882)
- 26 maggio - Edgar Moon, tennista australiano (n. 1904)
- 26 maggio - Martin Heidegger, filosofo tedesco (n. 1889)
- 26 maggio - John Scalish, mafioso statunitense (n. 1912)
- 27 maggio - Ruth McDevitt, attrice statunitense (n. 1895)
- 28 maggio - Zainul Abedin, pittore bengalese (n. 1914)
- 28 maggio - Ray Hornberger, calciatore statunitense (n. 1898)
- 29 maggio - John Badcock, canottiere britannico (n. 1903)
- 29 maggio - Elizabeth Haffenden, costumista britannica (n. 1906)
- 30 maggio - Max Carey, giocatore di baseball e allenatore di baseball statunitense (n. 1890)
- 30 maggio - Washington Etchamendi, allenatore di calcio uruguaiano (n. 1921)
- 30 maggio - Miroslav Feldman, drammaturgo e poeta croato (n. 1899)
- 30 maggio - Mitsuo Fuchida, militare giapponese (n. 1902)
- 30 maggio - Gabriel Peña, cestista ecuadoriano (n. 1924)
- 30 maggio - Hugo Rignold, direttore d'orchestra e violinista inglese (n. 1905)
- 31 maggio - Rachel Auerbach, scrittrice, giornalista e storica polacca (n. 1903)
- 31 maggio - Elmer George, pilota automobilistico statunitense (n. 1928)
- 31 maggio - Jacques Monod, biologo e filosofo francese (n. 1910)
- 31 maggio - Luigia Tincani, religiosa, pedagogista e filosofa italiana (n. 1889)